# Magyar Zoltán (tornász)

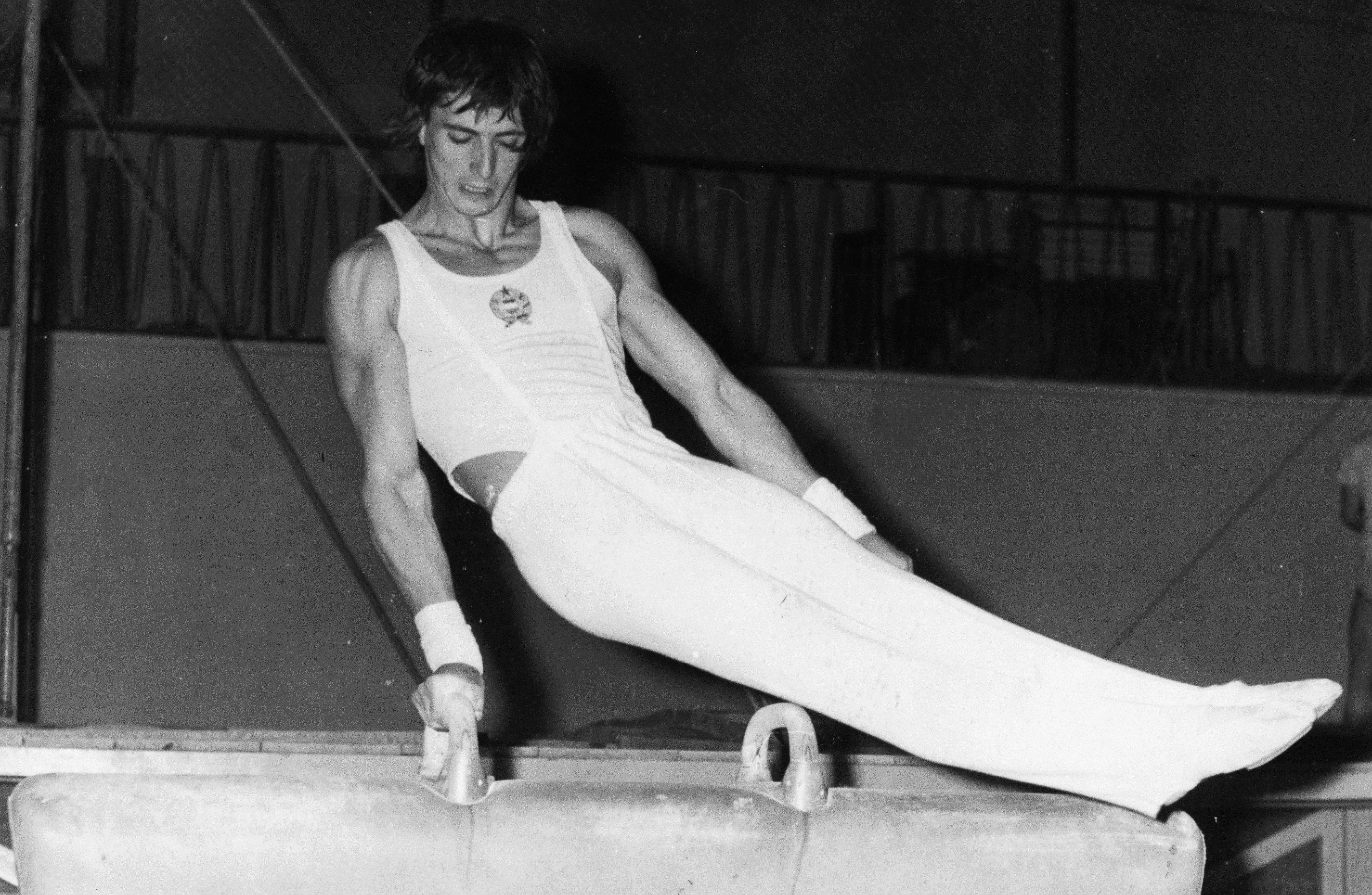
A Magyar-vándor tornaelem névadója a lovon (1976)

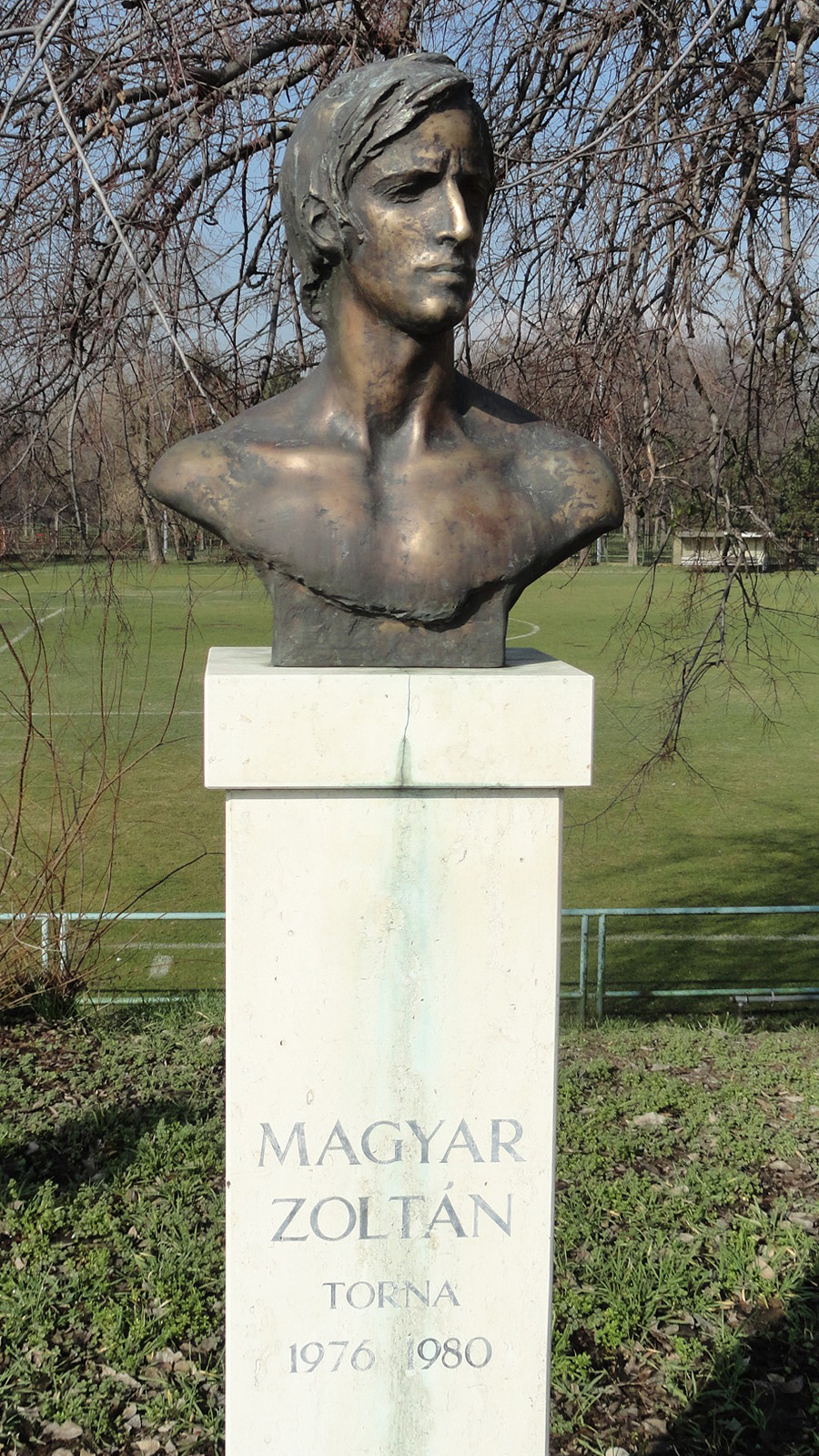
Magyar Zoltán szobra az FTC olimpiai bajnokainak sétányán

Magyar Zoltán (Budapest, 1953. december 13. –) a Nemzet Sportolója címmel kitüntetett, kétszeres olimpiai bajnok magyar tornász, sportvezető, állatorvos.

## Pályafutása
A XVI. kerületi Corvin Mátyás Gimnázium egykori tanulója.
1965-től 1980-ig a FTC (Ferencvárosi Torna Club) tornásza volt. 1970-ben és 1971-ben IBV-t nyert lólengésben. 1972 és 1980 között 33 alkalommal szerepelt a magyar válogatottban. Elsősorban lólengésben volt eredményes, a magyar férfi tornasport kiemelkedően eredményes képviselője. Edzőjével, Vígh Lászlóval számos új technikai elemet dolgozott ki, nevéhez fűződik az orsó, a szökkenő-vándor és a róla elnevezett elem, a Magyar-vándor első bemutatása.
Pályafutása alatt lólengésben három világ- és három Európa-bajnoki aranyérmet nyert. Részt vett az 1972. évi müncheni, az 1976. évi montreali és az 1980. évi moszkvai olimpián. 1976-ban és 1980-ban lólengésben olimpiai bajnoki címet nyert. A magyar férfi tornászok közül két bajnoki címet előtte csak Pelle Istvánnak sikerült szerezni az 1932. évi olimpián. 1980-ban tagja volt a Donáth Ferenc, Guczoghy György, Kelemen Zoltán, Kovács Péter, Magyar Zoltán, Vámos István összeállítású, bronzérmes magyar tornászcsapatnak is. Háromszor – 1974-ben, 1978-ban és 1980-ban – választották az év magyar sportolójává. Az aktív sportolástól 1980-ban, moszkvai olimpiai győzelme után vonult vissza.
1979-ben a Testnevelési Főiskolán torna szakedzői, 1985-ben a budapesti Állatorvostudományi Egyetemen állatorvosi oklevelet szerzett. 1986-tól a győri állatkórház orvosa volt, majd 1988-tól Budapesten kerületi állatorvos. 1986 és 1989 között a Magyar Olimpiai Bizottság alelnöke volt. 1989-től továbbra is a MOB tagja. 1989-ben a Magyar Országos Tornaegyletek Szövetségének (MOTESZ) elnökségi tagja lett, 1996-ban újraválasztották. 1991-től a Halhatatlanok Klubjának tagja. 1993-ban a Magyar Olimpiai Bajnokok Klubjának elnökségi tagja 1997-ben elnyerte a Magyarországért Alapítvány Magyar Örökség díját. 2001-től a Magyar Országos Tornaegyletek Szövetségének tiszteletbeli elnöke. Ugyanebben az évben a Mező Ferenc Közalapítvány kuratóriumának tagja. 2008-ban a MOTESZ alelnöke lett. 2009-től 2024-ig a MOB elnökségi tagja. A MOB Hagyományőrző Bizottságának elnöke. 2011-ben a Magyar Torna Szövetség (MATSZ) elnöke lett.(újraválasztva: 2013, 2016)
2015. március 11-én választották a Nemzet Sportolójává Buzánszky Jenő helyére.

## Sporteredményei
- kétszeres olimpiai bajnok (lólengés: 1976, 1980)
- olimpiai 3. helyezett (összetett, csapat: 1980)
- olimpiai 4. helyezett (összetett, csapat: 1976)
- olimpiai 5. helyezett (lóugrás: 1976)
- háromszoros világbajnok (lólengés: 1974, 1978, 1979)
- világbajnoki 4. helyezett (összetett, csapat: 1974)
- világbajnoki 6. helyezett (összetett csapat: 1978, 1979)
- háromszoros Európa-bajnok (lólengés: 1973, 1975, 1977)
- Világkupa-győztes (1975, 1978)
- Universiade-győztes (1977)
- hússzoros mesterfokú magyar bajnok

## Díjai, elismerései
- Az év magyar tornásza (1973, 1974, 1975, 1976, 1977, 1978, 1979, 1980)
- Az év magyar sportolója (1974, 1978, 1980)
- Az FTC örökös bajnoka
- A Magyar Köztársasági Érdemrend középkeresztje (1994)
- Magyar Örökség díj (1997)
- Ferencvárosért emlékérem (1999)
- A magyar tornasport halhatatlanja (2008)
- Prima díj (2012)
- Pro Urbe Budapest díj (2014)[5]
- A Nemzet Sportolója (2015)
- Ferencváros díszpolgára (2016)[6]
- Prima Primissima díj (2018)[7]

## Kötetei
- Az első vándor. Dr. Magyar Zoltán 60. születésnapja alkalmából; Nagy Béla Hagyományőrző Egyesület, Bp., 2013